# Le Voyage (nouvelle)
Pour les articles homonymes, voir Le Voyage.
Le Voyage est une nouvelle affiliée à la littérature merveilleuse-scientifique et au genre du récit d'exploration, publiée dans Le Figaro illustré no 141 de décembre 1901. Écrite à l'époque de la collaboration des frères Boex sous le pseudonyme collectif J.-H. Rosny, la convention littéraire de 1935 l'attribue néanmoins au seul J.-H. Rosny aîné.
La nouvelle narre une expédition menée par un personnage récurrent de Rosny aîné, l'explorateur Alglave.

## Intrigue
Une expédition française explore une région inconnue située aux confins de  l'Afrique. Elle fait alors la rencontre avec un convoi d'humains et de pachydermes, dont ces derniers semblent les véritables maîtres.

## Analyse de l'œuvre
Cette nouvelle, signée des deux frères Boex, est en réalité l'œuvre du seul J.-H. Rosny aîné.
Le Voyage est le récit d'une exploration des dernières régions de l'Afrique encore inconnues des Occidentaux. Au cours de leur périple, une expédition se retrouve confrontée à des espèces disparues, à l'instar de félins géants appelés « tigres-lions » par les explorateurs, ainsi qu'à de massifs pachydermes qui semblent commander une tribu humaine.

## Publications françaises
- Le Figaro illustré no 141, décembre 1901 (ill. Louis Chalon).
- Éditions Plon, 1903, dans le recueil L'Épave.
- Éditions Marabout, coll. « Marabout Géant », 1973, dans le recueil Récits de Science-Fiction.
- Éditions Marabout, coll. « Bibliothèque Marabout – Science fiction » no 523, 1975, dans le recueil Récits de Science-Fiction.
- Bragelonne,  coll. « Les Trésors de la SF », 2012, dans le recueil La Guerre des règnes.

## Cycle des aventures de l'explorateur Alglave
Amateur de récit d'exploration, J.-H. Rosny aîné a mis en scène à plusieurs reprises un explorateur du nom d'Alglave. Ce n'est qu'au fil des rééditions que le corpus de ses aventures se constitue, puisque dans les premières éditions des nouvelles Les Profondeurs de Kyamo et Le Langage des singes, le personnage d'Alglave porte un patronyme différent. Ainsi, son nom n'apparaît pour la première fois qu'en 1896 dans la seconde version du récit Les Profondeurs de Kyamo. Ce cycle se compose de cinq récits :
1. Les Profondeurs de Kyamo (1891)
2. Le Langage des singes (1893)
3. La Contrée prodigieuse des cavernes (1896)
4. Le Voyage (1901)
5. Le Trésor dans la neige (1913)